# Rivolte del Sud Kirghizistan del 2010
Le rivolte del Sud Kirghizistan del 2010 furono degli scontri che videro protagonisti i kirghizi e gli uzbechi residenti nel sud del Kirghizistan, primariamente nelle città di Oš e Jalalabad a causa della fuga dell'ex Presidente Kurmanbek Bakiev il 7 aprile. Questo evento fa parte della crisi kirghisa del 2010.
La violenza è nata tra i due gruppi etnici il 19 maggio a Žalalabad ed è continuata il 9 giugno a Oš. Il diffondersi della violenza ha richiesto l'appoggio della Russia per un Governo ad interim condotto da Roza Otunbaeva per dichiarare lo stato di emergenza il 12 giugno nel tentativo di prendere il controllo della situazione. Gli scontri hanno ucciso 2 000 persone, per lo più uzbechi, e provocato l'esodo di 100 000 profughi dal Paese.